# بطولة أمريكا المفتوحة للتنس

بطولة أمريكا المفتوحة للتنس على شعار قوقل بمناسبة افتتاج دورة 2015_ (2015 US Open (tennis)

الشعار السابق للبطولة

بطولة أمريكا المفتوحة للتنس (بالإنجليزية: U.S. Open)‏ هي إحدى البطولات الكبرى لكرة المضرب (بالإنجليزية: Grand Slam)‏ التي تقام على الملاعب الصلبة، وتستضيفها سنوياً مدينة نيويورك. منذ العام 1987، أصبحت بطولة أمريكا المفتوحة هي البطولة الرابعة والأخيرة للبطولات الكبرى حسب الترتيب الزمني لبطولات العام الواحد، والبطولات الثلاث التي تسبقها هي بطولة أستراليا المفتوحة، ودورة رولان غاروس الدولية (بطولة فرنسا المفتوحة) وويمبلدون.
تبدأ البطولة في الاثنين الأخير من أغسطس وتستمر لأسبوعين، بما فيهم أيام العطل، ويتزامن عيد العمال في الولايات المتحدة مع منتصف البطولة. تُعد هذه البطولة أحد أقدم بطولات التنس حول العالم، والمعروفة في الأصل باسم بطولة الولايات المتحدة الوطنية، التي لعب فيها فردي الرجال وزوجي الرجال لأول مرة في أغسطس 1881.
تنقسم البطولة إلى خمس بطولات أساسية هي فردي الرجال وفردي السيدات، زوجي الرجال وآخر للسيدات، وزوجي مختلط. بالإضافة لوجود مناسبات وألعاب لكبار السن والصغار ولاعبي الكراسي المتحركة. أصبحت البطولة تُلعب على الأراضي الصلبة من أكريليك منذ العام 1978 في مركز بيلي جين كينغ الوطني للتنس في الولايات المتحدة الأمريكية في فلاشينغ ميدوز - كورونا بارك، كوينز في مدينة نيويورك. تعود ملكية وتنظيم بطولة الولايات المتحدة المفتوحة إلى رابطة محترفي التنس في الولايات المتحدة USTA، وهي منظمة غير ربحية، التي تستخدم الإيرادات من مبيعات التذاكر والرعاية وعقود التلفزيون لتطوير لعبة التنس في الولايات المتحدة. الرئيس الحالي لبطولة أمريكا المفتوحة لكرة المضرب هو باتريك غالبريث.
تستخدم بطولة الولايات المتحدة المفتوحة الشوط الفاصل القياسي (في الشوط الواحد حتى الوصول إلى 7 والرابح هو الذي يفوز بفارق شوطين) في كل مجموعة من مباراة الفردي. بالنسبة للبطولات الثلاث الكُبرى الأخرى، تختلف طرق التسجيل في المباراة التي تصل إلى العقدة 6-6 في آخر مجموعة ممكنة (الثالثة للسيدات والخامسة للرجال): في بطولة فرنسا المفتوحة، تستمر المجموعة الحاسمة حتى يتقدم اللاعب بنقطتين على المنافس، أمّا في منافسة أستراليا المفتوحة، يتم لعب أشواط كسر التعادل حتى الوصول إلى 10 نقاط، وتنتهي عندها اللعبة بتعادل اللاعبين، أما في ويمبلدون، يتم لعب كسر التعادل القياسي فقط إذا وصلت نتيجة المباراة إلى 12-12 كما هو الحال مع بطولة الولايات المتحدة المفتوحة، تستخدم هذه الأحداث كسر التعادل القياسي لتحديد المجموعات الأخرى.
بطولة الولايات المتحدة المفتوحة للتنس هي بطولة تنس في ملاعب صلبة. منذ عام 1987، كانت بطولة الولايات المتحدة المفتوحة هي الرابعة والأخيرة من بطولة جراند سلام لهذا العام حسب الترتيب الزمني. الثلاثة الأخرى، بالترتيب الزمني، هي بطولة أستراليا المفتوحة، وبطولة فرنسا المفتوحة، وويمبلدون. تبدأ بطولة الولايات المتحدة المفتوحة يوم الاثنين الأخير من شهر أغسطس وتستمر لمدة أسبوعين، ويتزامن منتصف الأسبوع مع عطلة عيد العمال في الولايات المتحدة. البطولة هي واحدة من أقدم بطولات التنس في العالم، والمعروفة في الأصل باسم بطولة الولايات المتحدة الوطنية، والتي لعبت فيها فردي الرجال وزوجي الرجال لأول مرة في أغسطس 1881.
تتكون البطولة من خمس بطولات أساسية: فردي رجال ونساء، زوجي رجال ونساء، وزوجي مختلط. تشمل البطولة أيضًا أحداثًا للاعبين الكبار والصغار والكراسي المتحركة. منذ عام 1978، تُلعب البطولة على ملاعب صلبة من الأكريليك في مركز بيلي جين كينغ الوطني للتنس في الولايات المتحدة الأمريكية في فلاشينغ ميدوز - كورونا بارك، كوينز، مدينة نيويورك. تعود ملكية وتنظيم بطولة الولايات المتحدة المفتوحة إلى اتحاد التنس الأمريكي (اتحاد الولايات المتحدة للتنس)، وهي منظمة غير ربحية، ورئيس بطولة الولايات المتحدة المفتوحة هو باتريك جالبريث. تُستخدم الإيرادات من مبيعات التذاكر والرعاية وعقود التلفزيون لتطوير لعبة التنس في الولايات المتحدة.
تستخدم بطولة الولايات المتحدة المفتوحة الشوط الفاصل القياسي (أولًا حتى 7، يفوز بنسبة 2) في كل مجموعة من مباراة الفردي. بالنسبة لأحداث جراند سلام الثلاثة الأخرى، هناك طرق خاصة للتسجيل في المباراة التي تصل إلى 6-6 في آخر مجموعة ممكنة (الثالثة للسيدات والخامسة للرجال): في بطولة فرنسا المفتوحة، تستمر المجموعة الحاسمة حتى اللاعب يتقدم في مباراتين، في أستراليا، يتم لعب كسر فاصل ممتد إلى 10 نقاط، وفي ويمبلدون، يتم لعب كسر التعادل القياسي فقط إذا وصلت نتيجة المباراة إلى 12-12. كما هو الحال مع بطولة الولايات المتحدة المفتوحة، تستخدم هذه الأحداث كسر التعادل القياسي لتحديد المجموعات الأخرى.

## تاريخ

### 1881-1914: كازينو نيوبورت

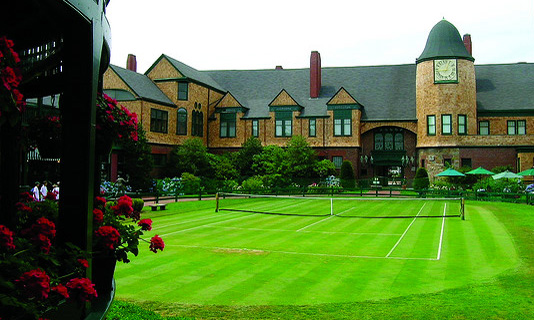
ملعب تنس نيوبورت كازينو (اعتبارًا من 2005)، حيث أقيمت بطولة الولايات المتحدة المفتوحة لأول مرة في عام 1881

أقيمت البطولة لأول مرة في أغسطس 1881 على ملاعب عشبية في نيوبورت كازينو في نيوبورت، رود آيلاند. في ذلك العام، سُمح فقط للأندية التي كانت أعضاء في الرابطة الوطنية للتنس بالولايات المتحدة (USNLTA) بالدخول. فاز ريتشارد سيرز بألقاب فردي الرجال في هذه البطولة، والتي كانت الأولى من ألقاب الفردي السبعة المتتالية. من عام 1884 حتى عام 1911، استخدمت البطولة نظام التحدي حيث يتأهل حامل اللقب تلقائيًا لنهائي العام المقبل، حيث سيلعب الفائز في بطولة جميع الوافدين.
في السنوات الأولى من البطولة الوطنية الأمريكية، تنافس الرجال فقط، وكانت البطولة تُعرف باسم بطولة الولايات المتحدة الوطنية الفردية للرجال. في سبتمبر 1887، بعد ست سنوات من عقد الرجال لأول مرة، أقيمت أول بطولة قومية للسيدات في الولايات المتحدة في نادي فيلادلفيا للكريكيت. وكانت الفائزة هي فيلادلفيان إلين هانسيل البالغة من العمر 17 عامًا. في نفس العام، أقيم حدث الزوجي للرجال في نادي أورانج لاون للتنس في ساوث أورانج، نيو جيرسي.

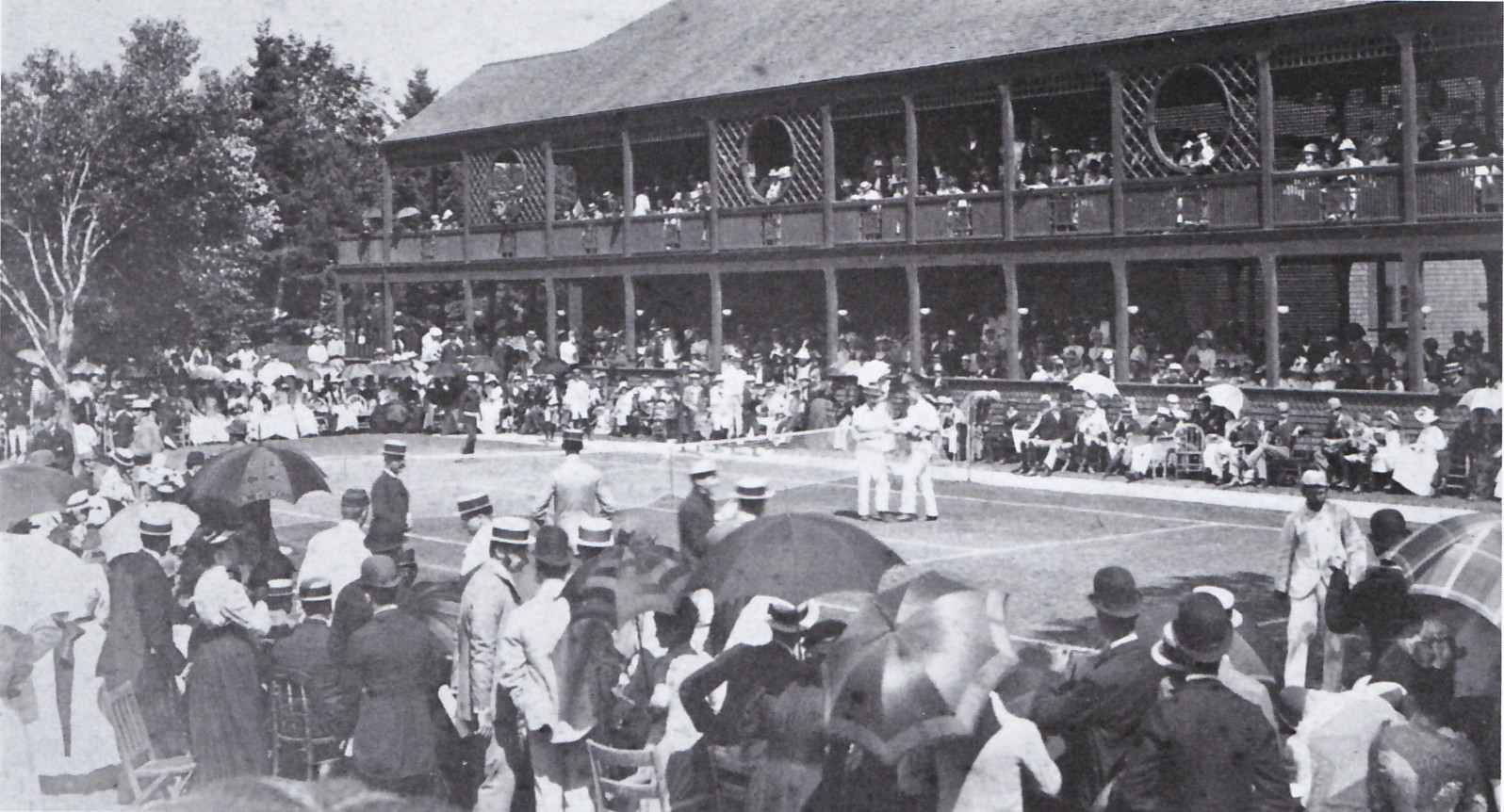
نصف النهائي في 1890 بطولة الولايات المتحدة للتنس في نيوبورت. مباراة بين أوليفر كامبل وبوب هنتنغتون

استخدمت البطولة النسائية نظام التحدي من عام 1888 حتى عام 1918، باستثناء عام 1917. بين عامي 1890 و 1906، أقيمت بطولات قطاعية في شرق وغرب البلاد لتحديد أفضل فريقين للزوجي، تنافسا في مباراة فاصلة على حق المنافسة ضد حامل اللقب في جولة التحدي.
أقيمت أحداث الزوجي عام 1888 و1889 للرجال في نادي جزيرة ستاتن للكريكيت في ليفينغستون، جزيرة ستاتن، نيويورك. في بطولة 1893، أقيم حدث الزوجي للرجال في نادي سانت جورج للكريكيت في شيكاغو. في عام 1892، تم تقديم بطولة الولايات المتحدة للزوجي المختلط وفي عام 1899 بطولة الولايات المتحدة الزوجي الوطنية للسيدات.
في عام 1915، تم نقل البطولة الوطنية إلى نادي ويست سايد للتنس في فورست هيلز، كوينز، مدينة نيويورك. بدأت الجهود لنقلها إلى مدينة نيويورك في وقت مبكر من عام 1911 عندما بدأت مجموعة من لاعبي التنس، بقيادة نيويوركر كارل بير، العمل عليها.

### 1915-1977: نادي ويست سايد للتنس
في أوائل عام 1915، وقعت مجموعة من حوالي 100 لاعب تنس عريضة لصالح نقل البطولة. جادلوا بأن معظم أندية التنس واللاعبين والمشجعين كانوا موجودين في منطقة مدينة نيويورك، وبالتالي سيكون من المفيد لتطوير الرياضة استضافة البطولة الوطنية هناك. وقد عارض هذا الرأي مجموعة أخرى من اللاعبين من بينهم ثمانية أبطال فرديين سابقين على المستوى الوطني. تم طرح هذه القضية الخلافية للتصويت في الاجتماع السنوي USNLTA في 5 فبراير 1915، مع 128 صوتًا لصالح و 119 ضد إعادة التوطين. في أغسطس 1915، أقيمت بطولة الفردي للرجال في نادي ويست سايد للتنس، فورست هيلز في مدينة نيويورك لأول مرة بينما أقيمت بطولة السيدات في نادي فيلادلفيا للكريكيت في تشيستنت هيل، فيلادلفيا (لم يكن حدث فردي السيدات يتحرك حتى عام 1921). من عام 1917 إلى عام 1933، أقيم حدث الزوجي للرجال في نادي لونغوود للكريكيت في تشيستنت هيل، ماساتشوستس. في عام 1934، أقيمت أحداث الزوجي للرجال والنساء في نادي لونغوود للكريكيت.
من عام 1921 حتى عام 1923، أقيمت بطولة الفردي للرجال في نادي جيرمانتاون للكريكيت في فيلادلفيا، بنسلفانيا. عاد إلى نادي ويست سايد للتنس في عام 1924 بعد الانتهاء من استاد فورست هيلز الذي يتسع لـ 14000 مقعد. على الرغم من أن الكثيرين اعتبروا البطولة بطولة كبرى، إلا أن الاتحاد الدولي للتنس حددها رسميًا كواحدة من البطولات الكبرى في العالم التي بدأت في عام 1924. في بطولة الولايات المتحدة الوطنية لعام 1922، قام القرعة بتصنيف اللاعبين لأول مرة لمنع اللاعبين البارزين من اللعب مع بعضهم البعض في الجولات الأولى. من عام 1935 إلى عام 1941 ومن عام 1946 إلى عام 1967، أقيمت أزواج الرجال والسيدات في نادي لونغوود للكريكيت.

### عصر مفتوح
بدأت الحقبة المفتوحة في عام 1968 عندما سُمح للاعبي التنس المحترفين بالمنافسة لأول مرة في بطولة جراند سلام التي أقيمت في نادي ويست سايد للتنس. كانت البطولات الوطنية الأمريكية السابقة مقتصرة على اللاعبين الهواة. باستثناء الزوجي المختلط، جميع الأحداث في البطولة الوطنية لعام 1968 مفتوحة للمحترفين. في ذلك العام، دخل 96 رجلاً و 63 امرأة، وبلغ مجموع أموال الجائزة 100000 دولار. في عام 1970، أصبحت بطولة الولايات المتحدة المفتوحة أول بطولة جراند سلام تستخدم الشوط الفاصل لتحديد المجموعة التي وصلت إلى نتيجة 6-6 في المباريات. من عام 1970 حتى عام 1974، استخدمت بطولة الولايات المتحدة المفتوحة أفضل كسر التعادل من تسع نقاط قبل الانتقال إلى أفضل نظام من بين 12 نقطة في الاتحاد الدولي للتنس.  في عام 1973، أصبحت بطولة الولايات المتحدة المفتوحة أول بطولة جراند سلام تمنح جوائز مالية متساوية للرجال والنساء، حيث تلقى أبطال الفردي في ذلك العام، جون نيوكومب ومارجريت كورت، 25000 دولار لكل منهما. منذ عام 1975، بعد شكاوى من السطح وتأثيره على ارتداد الكرة، لعبت البطولة على ملاعب طينية بدلاً من العشب. كانت هذه أيضًا تجربة لجعلها أكثر «ملائمة للتلفزيون». سمحت إضافة الأضواء الكاشفة بلعب المباريات ليلاً.

### منذ عام 1978: مركز التنس الوطني اتحاد الولايات المتحدة للتنس

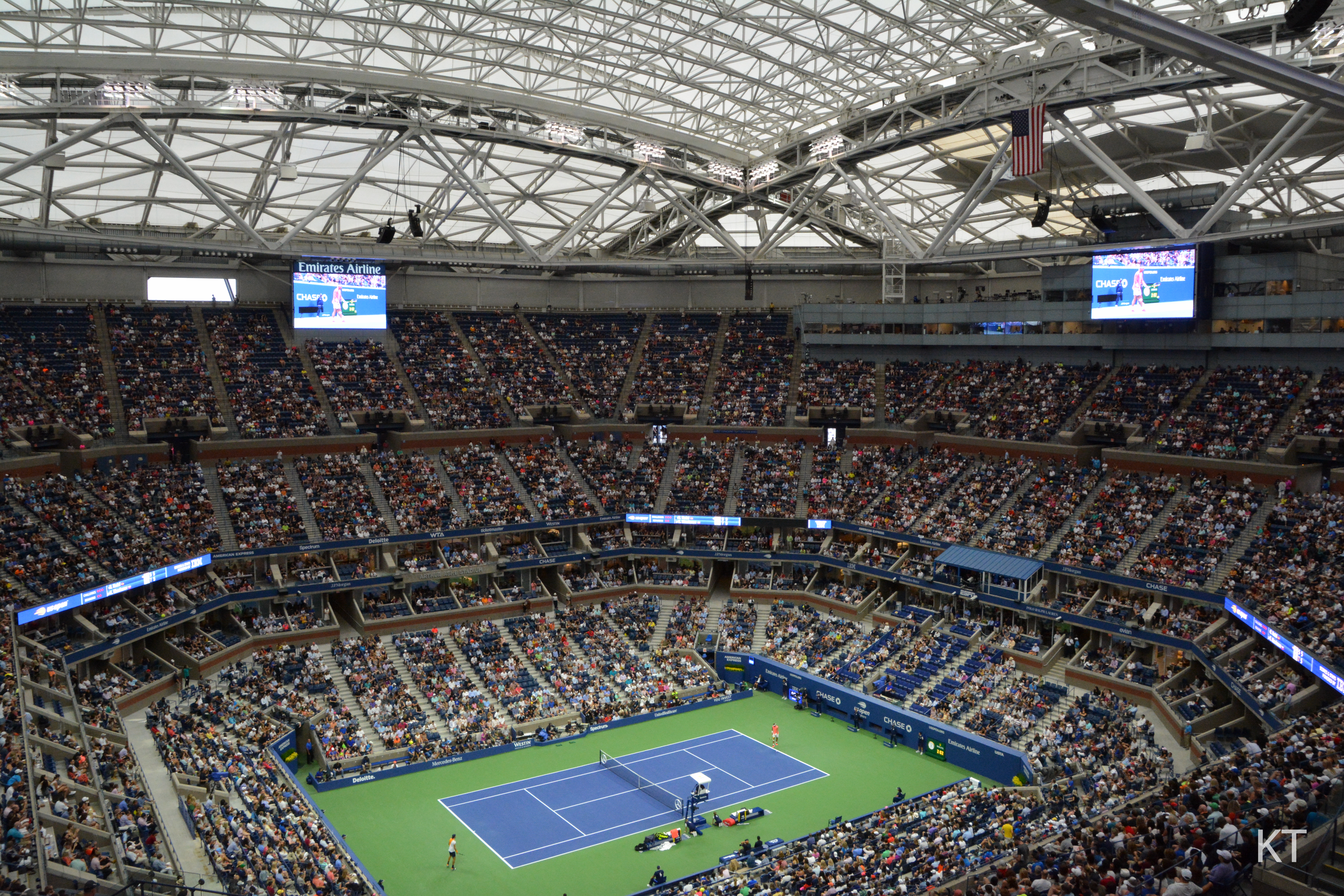
ملعب آرثر آش مع سقف مغلق في عام 2018.

في عام 1978، انتقلت البطولة من نادي ويست سايد للتنس إلى مركز التنس الوطني الأكبر والذي تم تشييده حديثًا في فلاشينج ميدوز، كوينز، على 3 ميل (4.8 كـم) إلى الشمال. كما تحول سطح ملعب البطولة من الطين إلى القاسي. جيمي كونورز هو الفرد الوحيد الذي فاز بألقاب الفردي في بطولة الولايات المتحدة المفتوحة على ثلاثة أسطح (العشب والطين والصلب)، في حين أن كريس إيفرت هي المرأة الوحيدة التي فازت بألقاب الفردي في بطولة الولايات المتحدة المفتوحة على سطحين (الطين والصعب).
بطولة الولايات المتحدة المفتوحة هي بطولة جراند سلام الوحيدة التي تُلعب كل عام منذ بدايتها.
خلال بطولة الولايات المتحدة المفتوحة عام 2006، تمت إعادة تسمية المجمع إلى «اتحاد الولايات المتحدة للتنس بيلي جين كينغ المركز الوطني للتنس» تكريماً لبيلي جين كينج، بطلة أمريكا المفتوحة أربع مرات ورائدة التنس للسيدات.
من عام 1984 حتى عام 2015، انحرفت بطولة الولايات المتحدة المفتوحة عن ممارسات الجدولة التقليدية لبطولات التنس بمفهوم أصبح يُعرف باسم «السبت الكبير»: أقيمت نهائيات السيدات والرجال في يومي السبت والأحد النهائيين من البطولة على التوالي، أقيمت الأدوار نصف النهائية ذات الصلة قبل يوم واحد. أقيمت المباراة النهائية للسيدات في الأصل بين مباراتي نصف النهائي للرجال؛ في عام 2001، تم نقل نهائي السيدات إلى المساء بحيث يمكن تشغيله على التلفزيون في أوقات الذروة، مشيرًا إلى النمو الكبير في شعبية تنس السيدات بين المشاهدين. ساعد نمط الجدولة هذا في تشجيع مشاهدة التلفزيون، لكنه أثبت أنه مثير للانقسام بين اللاعبين لأنه لم يمنحهم سوى أقل من راحة يوم واحد بين نصف النهائي ومباراة البطولة.
لخمس بطولات متتالية بين عامي 2008 و 2012، تم تأجيل نهائي الرجال إلى يوم الاثنين بسبب الطقس. في عامي 2013 و 2014، حددت اتحاد الولايات المتحدة للتنس عن قصد نهائي الرجال يوم الاثنين - وهي خطوة تم الإشادة بها للسماح للاعبين الرجال بقضاء يوم إضافي من الراحة بعد الدور نصف النهائي، لكنها أثارت غضب اتحاد لاعبي التنس المحترفين لمزيد من الانحراف عن هيكل بطولات جراند سلام الأخرى. في عام 2015، تم إسقاط مفهوم السبت الكبير، وعادت بطولة الولايات المتحدة المفتوحة إلى تنسيق مشابه للبطولات الكبرى الأخرى، مع نهائيات السيدات والرجال يومي السبت والأحد. ومع ذلك، أجبرت التأخيرات بسبب الأحوال الجوية على عقد كلتا المجموعتين من الدور قبل النهائي يوم الجمعة من ذلك العام.
في عام 2018، كانت البطولة هي أول بطولة جراند سلام تقدم ساعة التسديد لمراقبة الوقت الذي يقضيه اللاعبون بين النقاط.  كان سبب هذا التغيير هو زيادة وتيرة اللعب. يتم وضع الساعة في وضع مرئي للاعبين وحكم الكرسي والمشجعين. منذ عام 2020، تطبق جميع بطولات البطولات الاربع الكبرى وATP جولة حول العالم ورابطة اللاعبات المحترفات هذه التكنولوجيا.
في عام 2020، أقيم الحدث بدون متفرجين بسبب جائحة فيروس كورونا. تسبب الإعلان عن عدم إقامة مسابقة تنس على الكراسي المتحركة في إثارة الجدل لأن اتحاد الولايات المتحدة للتنس لم تتشاور مع الرياضيين المعاقين قبلها، حيث إنها تشاورت مع أجسام اللاعب لمسابقات غير المعاقين. بعد اتهامات بالتمييز، اضطرت اتحاد الولايات المتحدة للتنس إلى التراجع، معترفة أنه كان ينبغي أن تناقش القرار مع المنافسين المعاقين وأن تعرض عليهم إما 150 ألف دولار لتقسيمها بينهم (مقارنة بـ 3.3 مليون دولار تقسم بين اللاعبين المتأثرين بإلغاء كل منهم). من منافسات التصفيات المؤهلة للرجال والسيدات والتخفيضات في مجموعة الزوجي المختلط)، أو مسابقة كجزء من بطولة مع 95 ٪ من صندوق جائزة 2019، أو مسابقة تقام في قاعدة اتحاد الولايات المتحدة للتنس في فلوريدا.

## أسباب

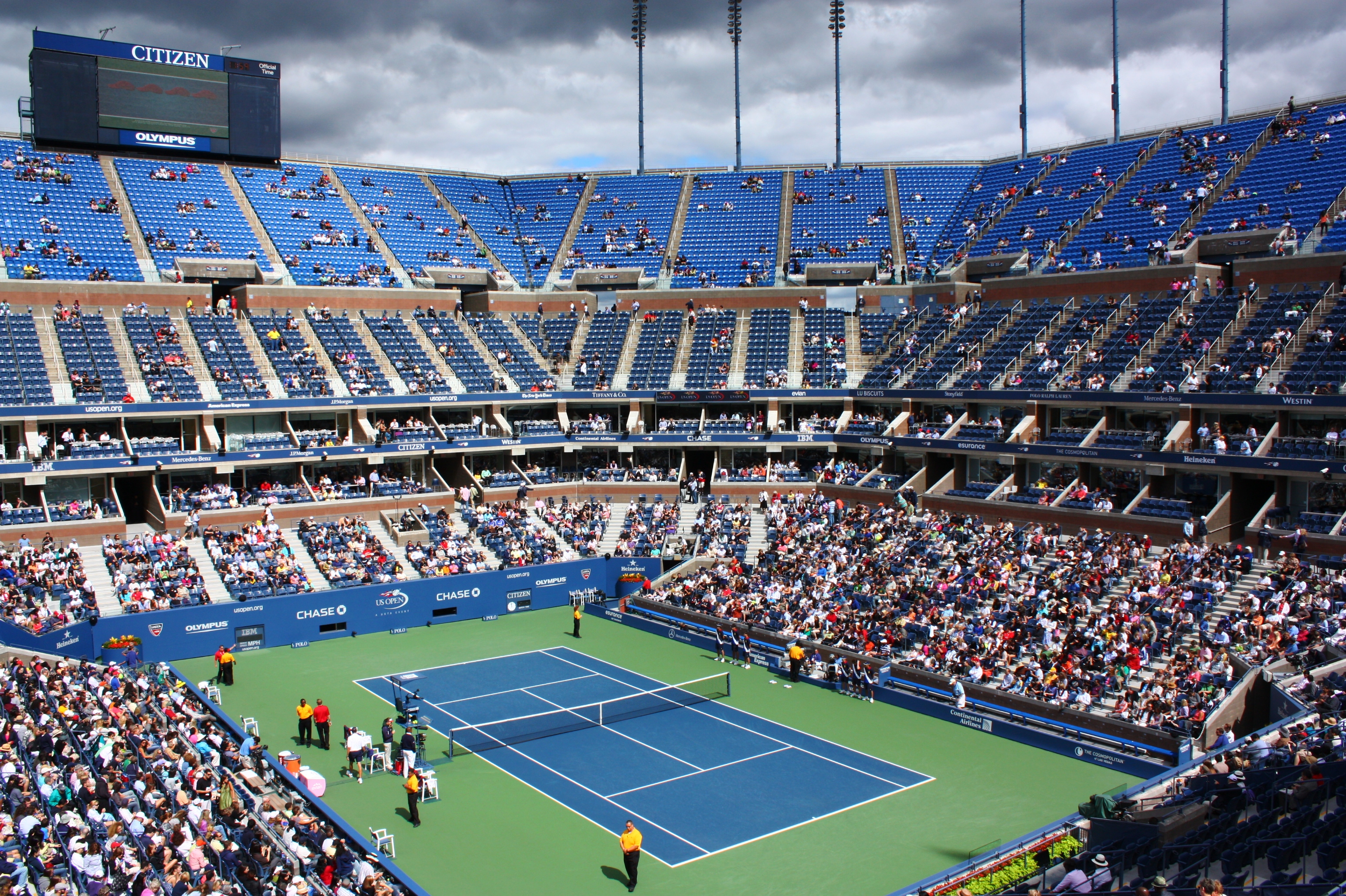
ملعب آرثر آش عام 2010

تحتوي أرض بطولة الولايات المتحدة المفتوحة على 22 ملعبًا خارجيًا (بالإضافة إلى 12 ملعبًا للتدريب خارج البوابة الشرقية مباشرةً) تتكون من أربعة «ملاعب عرض» (ملعب آرثر آش، واستاد لويس أرمسترونج، والمدرج، والمحكمة 17)، و 13 ملعبًا ميدانيًا، و 5 محاكم ممارسة.
الملعب الرئيسي هو 23771 مقعدًا  استاد آرثر آش، الذي افتتح في عام 1997. 180 دولارًا أستراليًا تمت إضافة مليون  سقف قابل للسحب في عام 2016. تم تسمية الملعب باسم آرثر آش، الذي فاز بلقب فردي الرجال في افتتاح بطولة الولايات المتحدة المفتوحة عام 1968، وبطولة أستراليا المفتوحة عام 1970، وويمبلدون عام 1975، والذي تم إدخاله إلى قاعة مشاهير التنس الدولية عام 1985. ثاني أكبر ملعب هو ملعب لويس أرمسترونج الذي يتسع لـ 14061 مقعدًا، والذي تكلف 200 دولار أمريكي مليون لبناء وافتتح في 2018. يتم حجز الطابق السفلي الذي يتسع لـ 6400 مقعدًا في هذا الاستاد بشكل منفصل ومقاعد محجوزة في حين أن الطبقة العلوية التي تتسع لـ 7661 مقعدًا هي تذكرة دخول عامة وليست منفصلة عن التذاكر. ثالث أكبر محكمة هو المدرج الذي يتسع لـ8125 مقعدًا في الركن الجنوبي الغربي من الأرض، والذي تم افتتاحه في عام 2016. الملعب 17 في الركن الجنوبي الشرقي من الملعب هو رابع أكبر ملعب. تم افتتاحه بمقاعد مؤقتة في عام 2011 وحصل على مقاعده الدائمة في العام التالي. تتسع لـ 2800 جلوس، وكلها مخصصة للدخول العام وليست منفصلة عن التذاكر. يطلق عليها اسم «الحفرة»، ويرجع ذلك جزئيًا إلى أن سطح اللعب غرق 8 أقدام في الأرض. تبلغ سعة الجلوس الإجمالية لمحاكم الممارسة P1-P5 672 ولمحاكم المنافسة 4-16 هي 12,656، مفصّلة على النحو التالي:
- المحاكم 11 و 12: 1,704 لكل منهما
- المحكمة 7: 1494
- المحكمة 5: 1148
- المحاكم 10 و 13: 1104 لكل منهما
- المحكمة 4: 1,066
- المحكمة 6: 1,032
- المحكمة 9: 624
- المحاكم 14 و 15: 502 لكل منهما
- المحاكم 8 و 16: 336 لكل منهما

جميع الملاعب المستخدمة في بطولة الولايات المتحدة المفتوحة مضاءة، مما يسمح للمباريات والتغطية التليفزيونية بالامتداد إلى أوقات الذروة. في عام 2001، تم تحديد موعد نهائي فردي السيدات عن قصد في أوقات الذروة لأول مرة. أشار شون ماكمانوس رئيس شبكة سي بي إس سبورتس إلى الاهتمام العام الكبير باللاعبين النجمتين سيرينا ويليامز وفينوس ويليامز والأداء الجيد للتقييمات في نهائي فردي السيدات لعام 1999، والذي تم دفعه إلى الذروة بسبب تأخر هطول الأمطار.

### سطح
من 1978-2019، وقد لعبت بطولة الولايات المتحدة المفتوحة على الملاعب الصلبة السطح ودعا برو ديكوتورف. إنه سطح مبطن متعدد الطبقات ومصنف من قبل الاتحاد الدولي للتنس على أنه متوسط السرعة. كل أغسطس قبل بدء البطولة، تعود الملاعب إلى الظهور. في مارس 2020، أعلنت اتحاد الولايات المتحدة للتنس أن لايكولد ستصبح المورد الجديد لسطح الملاعب بدءًا من بطولة 2020.
منذ عام 2005، تم طلاء جميع ملاعب التنس في بطولة الولايات المتحدة المفتوحة وسلسلة الولايات المتحدة المفتوحة بظلال زرقاء (علامة تجارية باسم «US بطولة Blue») داخل السطور لتسهيل رؤية الكرة على اللاعبين والمتفرجين ومشاهدي التلفزيون. لا تزال المنطقة خارج الخطوط مطلية بـ «أخضر أمريكي مفتوح».

### تحديات استدعاء خط اللاعب
في عام 2006، قدمت بطولة الولايات المتحدة المفتوحة مراجعات إعادة التشغيل الفوري لمكالمات الخط، باستخدام نظام الكمبيوتر هوك العين. كانت أول بطولة جراند سلام تستخدم النظام. شعرت المفتوحة بالحاجة إلى تنفيذ النظام بسبب مباراة ربع النهائي المثيرة للجدل في بطولة الولايات المتحدة المفتوحة لعام 2004 بين سيرينا ويليامز وجنيفر كابرياتي، حيث ذهبت مكالمات خطية مهمة ضد ويليامز. كانت الإعادة الفورية متاحة فقط على ملعب آرثر آش وملعب لويس أرمسترونج خلال دورة عام 2008. في عام 2009، أصبح متاحًا في محكمة المدرج. اعتبارًا من 2018، تم تجهيز جميع ملاعب المنافسة بلعبة هوك العين وجميع المباريات في السحوبات الرئيسية (فردي وسيدات ورجال) تتبع نفس الإجراء – يُسمح لكل لاعب بثلاثة تحديات غير صحيحة لكل مجموعة، مع السماح بواحد آخر في الشوط الفاصل. تم القضاء على تحديات اللاعب في عام 2021، عندما أصبحت البطولة ثاني بطولات جراند سلام تضم هوك العين لايف بالكامل، حيث يتم إجراء جميع مكالمات الخط إلكترونيًا؛ كانت بطولة العام الماضي قد أدرجت أيضًا هوك العين لايف في جميع الملاعب باستثناء ملاعبآرثر آش لويس أرمسترونغ لتقليل عدد الأفراد خلال جائحة فيروس كورونا.

## توزيع أموال النقاط والجوائز
اختلفت نقاط التصنيف للرجال (ATP) والسيدات (WTA) في بطولة الولايات المتحدة المفتوحة على مر السنين. فيما يلي سلسلة من الجداول لكل مسابقة توضح نقاط الترتيب المعروضة لكل حدث:

### كبير
| حدث        | W    | F    | SF  | QF  | R4  | R3  | R2 | R1 | س  | س 3 | س 2 | س 1 |
| فردي رجال  | 2000 | 1200 | 720 | 360 | 180 | 90  | 45 | 10 | 25 | 16  | 8   | 0   |
| زوجي رجال  | 2000 | 1200 | 720 | 360 | 180 | 90  | 0  | -  | -  | -   | -   | -   |
| فردي سيدات | 2000 | 1300 | 780 | 430 | 240 | 130 | 70 | 10 | 40 | 30  | 20  | 2   |
| زوجي سيدات | 2000 | 1300 | 780 | 430 | 240 | 130 | 10 | -  | -  | -   | -   | -   |

بلغ إجمالي الجوائز المالية لبطولة الولايات المتحدة المفتوحة لعام 2021 57,462,000 دولار أمريكي وهي أكبر حزمة من بين جميع البطولات الكبرى والأكبر في تاريخ البطولات. الحزمة مقسمة على النحو التالي:
| حدث        | دبليو         | F               | سادس         | QF           | دور الـ 16   | دور الـ 32    | دور الـ 64   | Round of 128 | س 3         | س 2         | س 1         |
| الفردي     | 2500000 دولار | 1,250,000 دولار | 675000 دولار | 425000 دولار | 265000 دولار | 180 ألف دولار | 115000 دولار | 75000 دولار  | 42000 دولار | 32000 دولار | 20000 دولار |
| زوجي       | 660 ألف دولار | 330 ألف دولار   | 164000 دولار | 93000 دولار  | 54000 دولار  | 34000 دولار   | 20000 دولار  | غير متاح     | غير متاح    | غير متاح    | غير متاح    |
| زوجي مختلط | 160 ألف دولار | 78000 دولار     | 40 ألف دولار | 22000 دولار  | 13400 دولار  | 7800 دولار    | غير متاح     | غير متاح     | غير متاح    | غير متاح    | غير متاح    |

تمثل جوائز فردي الرجال والسيدات (40,560,000 دولار أمريكي) 70.6 بالمائة من إجمالي التعويض الأساسي للاعبين، في حين أن زوجي الرجال والسيدات (6,140,840 دولارًا أمريكيًا)، وحساب فردي الرجال والسيدات المؤهل (6,000,000 دولار أمريكي)، والزوجي المختلط (505,000 دولار أمريكي) 11.5 بالمائة و 10.4 بالمائة و 1.1 بالمائة على التوالي. يتم توزيع جميع الجوائز المالية لمسابقات الزوجي لكل فريق. تبلغ قيمة الجائزة المالية لسحب الكرسي المتحرك ما مجموعه 600000 دولار أمريكي، والتي تمثل ما مجموعه 1 في المائة من الحزمة، ونفقات إضافية، مثل البدل اليومي ومدفوعات الفنادق البالغة 3100000 دولار أمريكي لحسابات 5.4 في المائة.
في عام 2012، وافقت اتحاد الولايات المتحدة للتنس على زيادة أموال جائزة الولايات المتحدة المفتوحة إلى 50.400.000 دولار بحلول عام 2017. نتيجة لذلك، بلغت قيمة الجائزة المالية لبطولة 2013 33.6 دولارًا أمريكيًا مليون دولار أمريكي، وهو رقم قياسي قدره 8.1 مليون زيادة عن عام 2012. كما حظي أبطال بطولة الولايات المتحدة المفتوحة لعام 2013 بفرصة إضافة 2.6 دولار أمريكي مليون كمكافأة مالية، مما قد يرفع إجمالي محفظة الولايات المتحدة المفتوحة لعام 2013 إلى أكثر من 36 دولارًا أمريكيًا مليون. في عام 2014، بلغت قيمة الجائزة 38.3 دولارًا أمريكيًا مليون. في عام 2015، تم رفع أموال الجائزة إلى 42.3 دولارًا أمريكيًا مليون. في عام 2021، سجل اتحاد الولايات المتحدة للتنس رقماً قياسياً جديداً لأعلى جائزة مالية وإجمالي تعويضات اللاعبين في تاريخ البطولة بمبلغ 57,462,000 دولار، كما عزز أموال الجائزة للبطولة المؤهلة إلى 6,000,000 دولار، بزيادة 66٪ عن الحزمة في 2019.

## ابطال

### أبطال سابقون
- فردي الرجال
- فردي النساء
- زوجي رجال
- زوجي سيدات
- زوجي مختلط
- أبطال العصر المفتوح

### آخر النهائيات
|             | بطل                        | المتسابق الثاني في السباق      | نتيجة         |
| ----------- | -------------------------- | ------------------------------ | ------------- |
| فردي الرجال | دانييل ميدفيديف            | نوفاك ديوكوفيتش                | 6-4، 6-4، 6-4 |
| فردي النساء | إيما رادوكانو              | ليلى فرنانديز                  | 6-4، 6-3      |
| زوجي رجال   | راجيف رام جو سالزبوري      | جيمي موراي برونو سواريس        | 3-6، 6-2، 6-2 |
| زوجي سيدات  | سامانثا ستوسور تشانغ شواي  | كوكو جوف كاتي مكنالي           | 3-6، 6-3، 6-3 |
| زوجي مختلط  | ديزيرا كراوزيك جو سالزبوري | جوليانا أولموس مارسيلو أريفالو | 7-5، 6-2      |

## الجوائز المالية
مجموع رفي بطولة أمريكا المفتوحة 2009، مقسم على النحو التالي:
- ملاحظة: بالدولار الأمريكي $.

### الفردي (رجال وسيدات - سحب 128)
| البطل        | $2,600,000  |
| الوصيف       | $1.300,000  |
| نصف النهائي  | $400,000    |
| ربع النهائي  | $175,000    |
| دور الـ 16   | $80,000     |
| الدور الثالث | $48,000     |
| الدور الثاني | $31,000     |
| الدور الأول  | $19,000     |
| المجموع      | $17,320,000 |

### الزوجي (رجال، سيدات وفُرق - سحب 64)

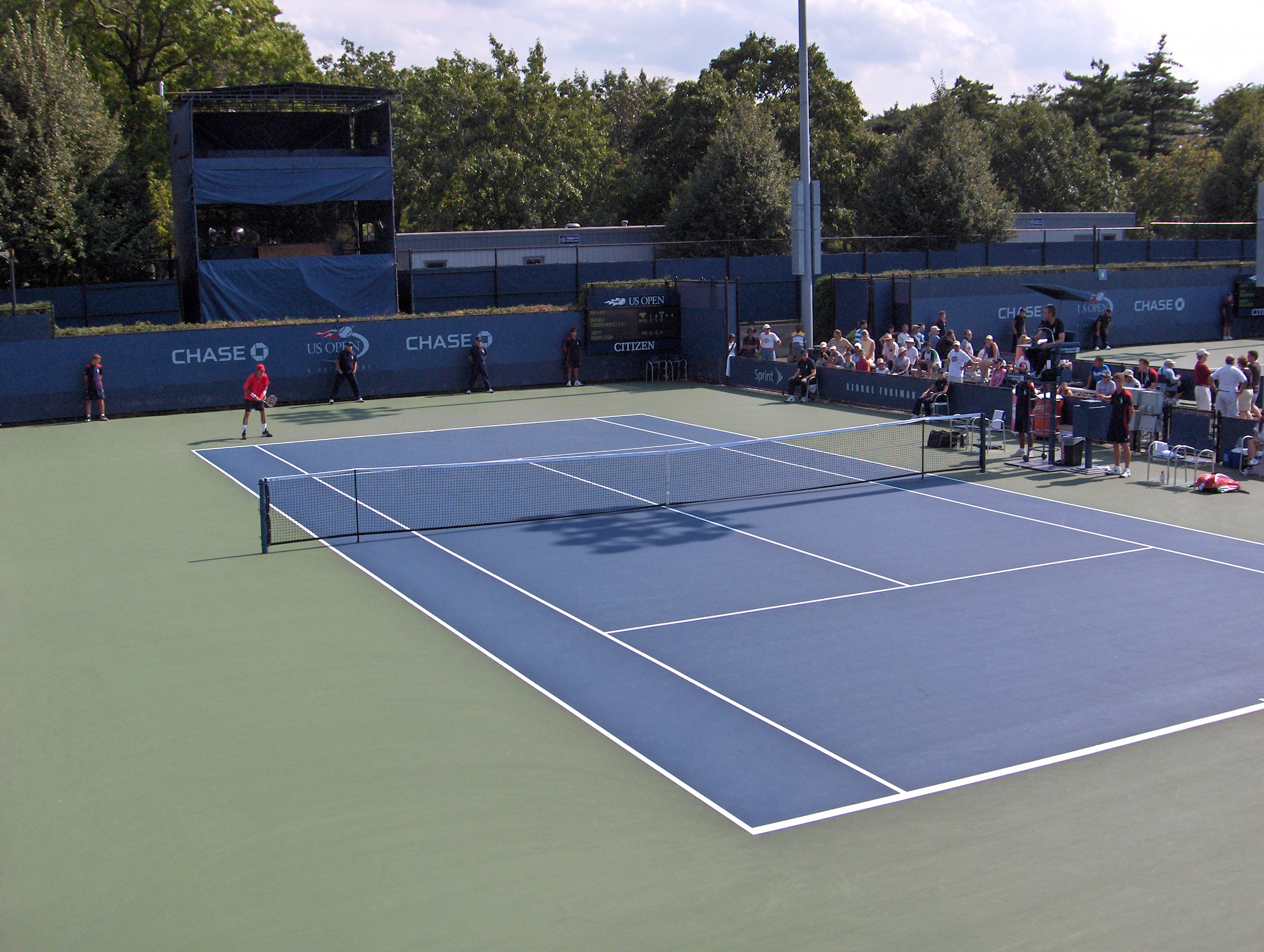
أمريكا المفتوحة 2006

| البطل        | $420,000                |
| الوصيف       | $200,000                |
| نصف النهائي  | $105,000                |
| ربع النهائي  | $50,000                 |
| دور الـ 16   | $25,000                 |
| الدور الثاني | $15,000                 |
| الدور الأول  | $10,000                 |
| المجموع      | $1,800,000 ($3,600,000) |

### زوجي مختلط (فُرق - سحب 32)
| البطل        | $150,000 |
| الوصيف       | $70,000  |
| ربع النهائي  | $15,000  |
| الدور الثاني | $10,000  |
| الدور الأول  | $5,000   |
| المجموع      | $500,000 |

### مرحلة التأهل رجال وسيدات (سحب 128)
| الخاسر في الدور الثالث (16) | $8,000                |
| الخاسر في الدور الثاني (32) | $5,625                |
| الخاسر في الدور الأول (64)  | $3,000                |
| المجموع                     | $500,000 ($1,000,000) |

### المجموع
| المجموع في أحداث البطولة                  | $18,196,000 |
| المجموع مع أحداث الدعوات/الكراسي المتحركة | $435,000    |
| لاعب مقابل مقدار من المال                 | $1,022,000  |
| مجموع تعويضات اللاعبين                    | $19,653,000 |

## وصلات خارجية
- موقع البطولة
- Site de la WTA
- صورة من القمر الصناعي لـ Flushing Meadows على ويكيمابيا